# 제34회 아카데미상
제34회 아카데미상은 1962년 4월 9일에 열린 시상식이다. LA 산타모니카 시빌 오디토리움에서 개최되었으며 사회자는 밥 호프이다.

## 후보 및 수상

### 작품상
- 웨스트 사이드 스토리 - 로버트 와이즈 수상
- 패니 - 조슈아 로간
- 나바론 요새 - 칼 포먼
- 허슬러 - 로버트 로즌
- 뉘른베르크의 재판 - 스탠리 크레이머

### 남우주연상
- 뉘른베르크의 재판 - 맥시밀리안 쉘 수상
- 패니 - 샤를르 보와이에
- 허슬러 - 폴 뉴먼
- 뉘른베르크의 재판 - 스펜서 트레이시
- 마크 - 스튜어트 휘트먼

### 여우주연상
- 두 여인 - 소피아 로렌 수상
- 티파니에서 아침을 - 오드리 헵번
- 허슬러 - 파이퍼 로리
- 초원의 빛 - 나탈리 우드
- 썸머 앤 스모크 - 제랄딘 페이지

### 남우조연상
- 웨스트 사이드 스토리 - 조지 샤키리스 수상
- 포켓에 가득찬 행복 - 피터 포크
- 허슬러 - 조지 C. 스콧
- 뉘른베르크의 재판 - 몽고메리 크리프트
- 허슬러 - 재키 글리슨

### 여우조연상
- 웨스트 사이드 스토리 - 리타 모레노 수상
- 아이의 시간 - 페이 베인터
- 뉘른베르크의 재판 - 쥬디 갤런드
- 스톤 부인의 로마의 봄 - 로테 레냐
- 썸머 앤 스모크 - 우나 머켈

### 감독상
- 웨스트 사이드 스토리 - 로버트 와이즈 수상
- 달콤한 인생 - 페데리코 펠리니
- 나바론 요새 - J. 리 톰슨
- 허슬러 - 로버트 로즌
- 뉘른베르크의 재판 - 스탠리 크레이머

### 각본상
- 초원의 빛 - 윌리엄 잉게 수상

### 각색상
- 뉘른베르크의 재판 - 애비 맨 수상

### 촬영상
- 웨스트 사이드 스토리 - 다니엘 L. 펍 수상
- 허슬러 - 유진 슈프턴 수상

### 편집상
- 웨스트 사이드 스토리 - 토머스 스탠포드 수상

### 미술상
- 웨스트 사이드 스토리 - 보리스 레븐 수상
- 허슬러 - 해리 오너 수상

### 의상상
- 웨스트 사이드 스토리 - 아이린 세러프 수상
- 달콤한 인생 - 피에로 게라르디 수상

### 음악상
- 웨스트 사이드 스토리 - 사울 채플린 수상
- 티파니에서 아침을 - Henry Mancini 수상

### 주제가상
- 티파니에서 아침을 - Henry Mancini 수상

### 음향믹싱상
- 웨스트 사이드 스토리 - Fred Hynes 수상

### 특수효과상
- 나바론 요새 - Bill Warrington 수상

### 외국어영화상
- 거울을 통해 어렴풋이 - 잉그마르 베르히만 수상

### 단편애니메이션상
- Surogat - Zagreb Film 수상

### 단편영화상
- Seawards the Great Ships - Templar Film Studios 수상

### 장편다큐멘터리상
- Le Ciel et la boue - 아서 콘 수상

### 단편다큐멘터리상
- Project Hope - Frank P. Bibas 수상

### 공로상
- Fred L. Metzler 수상
- Jerome Robbins 수상
- William L. Hendricks 수상

### 진 허숄트 박애상
- 조지 시톤 수상

### 어빙 탤버그 상
- 스탠리 크레이머 수상

## 같이 보기
- 제19회 골든 글로브상
- 제15회 영국 아카데미 영화상